# نوریکو یاماجی
نوریکو یاماجی (انگلیسی: Noriko Yamaji؛ زادهٔ ۱۷ سپتامبر ۱۹۷۰) بازیکن بیس‌بال اهل ژاپن است.
وی در مسابقات کشوری و بین‌المللی در مجموع برندهٔ ۱ مدال طلا، ۱ مدال نقره، ۱ مدال برنز شده‌است.